# 土淵バイパス
土淵バイパス（つちぶちバイパス）は、岩手県遠野市を通る国道340号のバイパス道路。

## 概要

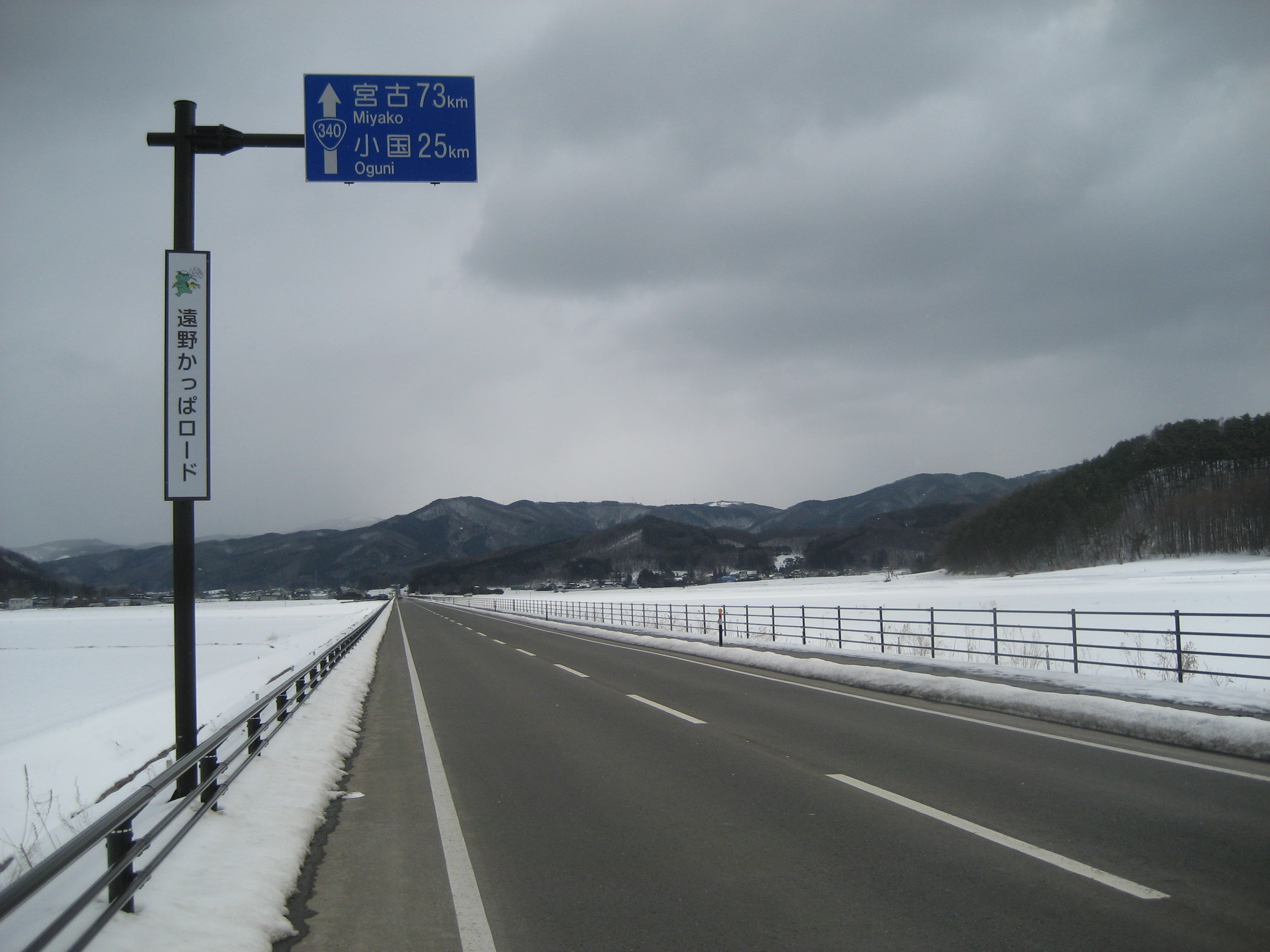
遠野市土淵付近

遠野市土淵地内における線形不良・幅員狭小の隘路区間の解消により安全し、北上高地を縦断する唯一の幹線道である国道340号の幹線道路としての機能向上を目的に、岩手県が主体となって2007年度より事業が進められた。とりわけ東日本大震災以降は「復興支援道路」としても位置付けられた。総事業費は約17億円。資料によっては、国道340号土淵工区との表記も。
このバイパスの愛称である“遠野かっぱロード”は、沿線の観光資源（カッパ淵、伝承園など）とともに、地域に親しまれるような道路になるよう、地域住民へのアンケートにより決定されたものである
起点から土淵町柏崎までの延長2.84 km区間は2012年7月22日に開通した。翌2013年は終点部のL=約0.4 kmが6月18日に、残るL=1.3 km区間も同年12月25日に開通し、もってバイパス全線を供用。当初の計画を1年前倒ししての開通であった。
当バイパスより北方面（宮古市側）に向かうと、立丸峠および上閉伊郡大槌町との境にある土坂峠（岩手県道26号大槌小国線）がある。2つとも急勾配・急カーブ・幅員狭小箇所が連続しているため、大型車の通行は勧められない。ただし両峠の冬期閉鎖規制は行われていない。なお、立丸峠の長大トンネルによる新道建設の予定は、延長5.21 kmの「国道340号立丸峠工区」として2012年10月より事業化され、2014年8月12日より工事着手されている。 2018年11月29日に開通した

### 路線データ
- 起点：遠野市土淵町字土淵
- 終点：遠野市土淵町字栃内
- 道路延長：L=約4.5km
- 道路規格：第3種第2級
- 標準道路幅員：W=12.0m（2.5m+1.5m+3.25m+3.25m+1.5m）
- 車線幅員：W=3.25m
- 設計速度：V=60km/h
- 途中交差する道路：岩手県道160号土淵達曽部線（カッパ淵近く）

## 地理

### 通過する自治体
- 岩手県
  - 遠野市